# 苏树辉
苏树辉（葡萄牙語：So Shu Fai Ambrose，1951年4月—），男，汉族，祖籍广东新兴，生于香港，中华人民共和国政治人物，澳门特区经济委员会委员、澳门博彩股份有限公司董事。第十一届全国政协委员。

## 背景
苏树辉早年在香港仔成長，就讀香島道官立小學及鄧肇堅維多利亞官立中學。他擅於書法，並於1985年與其他志同道合人士創立非牟利藝術團體「甲子書學會」 ，並一直擔任會長至今。甲子書學會每年均舉行書法展，2015年慶祝30周年紀念。
2008年，当选第十一届全国政协委员，代表特别邀请人士，分入第五十八组。并担任外事委员会专委。